# Testudinella walkeri
Testudinella walkeri är en hjuldjursart som beskrevs av Koste och Russell J.Shiel 1980. Testudinella walkeri ingår i släktet Testudinella och familjen Testudinellidae. Inga underarter finns listade i Catalogue of Life.